# Marcador geoquímico

Fórmula genérica dos n-alcanos, hidrocarbonetos alifáticos amplamente empregados como marcadores geoquímicos.

Marcadores geoquímicos são moléculas orgânicas, de origem natural ou antrópica, quimicamente estáveis e resistentes à degradação que permanecem preservadas ao longo do tempo, podendo ser utilizadas como indicadores de eventos ou de processos que ocorreram no passado. Na literatura da área de geoquímica, esses marcadores também podem ser referidos como fósseis geoquímicos, fósseis moleculares, marcadores moleculares, marcadores biológicos, biomarcadores e traçadores orgânicos. Devido à preservação da sua estrutura química em processos diagenéticos e catagenéticos, essas moléculas podem permanecer preservadas por milhões ou até bilhões de anos.
Os marcadores geoquímicos são comumente utilizados em estudos ambientais e geológicos, sendo empregados para investigar a fonte, o transporte e o destino dessas moléculas. Eles podem ser divididos em três grupos: marcadores fósseis, marcadores biogênicos e marcadores antropogênicos. Grupos de compostos como hidrocarbonetos, esteróis e ácidos graxos constituem alguns exemplos de marcadores geoquímicos. Eles possuem diversas aplicações científicas, como indicadores de processos biogênicos, indicadores geoquímicos, indicadores paleoambientais, indicadores de biossíntese, indicadores de contaminação, indicadores de origem e distribuição da matéria orgânica, dentre outras.

## Métodos de determinação
A determinação dos marcadores geoquímicos geralmente passa por uma série de etapas laboratoriais antes da inserção da amostra em instrumentos analíticos. Essas etapas podem incluir extração, purificação, concentração e derivatização.
A extração é necessária para extrair os compostos que serão analisados, sendo que essa metodologia deve ser adaptada ao tipo de matriz sob investigação. A purificação do extrato é realizada para eliminar interferentes analíticos. Em diversos métodos, essa etapa consiste na eluição do extrato (fase móvel) em uma coluna cromatográfica preenchida com materiais adsorventes (fase estacionária). A concentração do extrato é feita para retirar o excesso de solvente e diminuir seu volume. A escolha dos solventes empregados nessas etapas de laboratório é de grande importância, pois deve ser compatível com a afinidade química do grupo de compostos a ser analisado.
Existem diversos métodos analíticos para a determinação de marcadores geoquímicos. Dentre eles, pode-se citar a cromatografia em fase gasosa, a espectrometria de massas, a pirólise e a espectrometria de massas de razão isotópica. Para a análise de macromoléculas, o cromatógrafo a gás acoplado ao espectrômetro de massas tem um bom desempenho e apresenta o melhor custo-benefício. Além disso, o cromatógrafo a gás ainda pode ser equipado com diferentes detectores, como ionização em chama, captura de elétrons e fotoionização.
O sistema de cromatografia gasosa acoplado a espectrometria de massas é o mais utilizado para a identificação e quantificação de marcadores moleculares geoquímicos. Soluções contendo padrões de referência certificados e softwares de biblioteca de espectros de massas também são empregados na identificação e quantificação dos compostos.
Já para análises da composição isotópica, o cromatógrafo a gás é acoplado a um espectrômetro de massas de razão isotópica. Assim, é possível separar moléculas isotopólogas para a determinação de razões isotópicas. Além disso, esse sistema também pode ser acoplado a outros instrumentos baseados em técnicas como espectroscopia de infravermelho, plasma acoplado indutivamente, dentre outros.

## Exemplos de marcadores geoquímicos
Para uma molécula ser empregada como marcador geoquímico antropogênico, ela precisa ter uma fonte específica, ser relativamente persistente no ambiente e ser usada em atividades antrópicas. Grupos de compostos que atendem esses requisitos incluem hidrocarbonetos, organoclorados e esteroides.

### Esteroides

Estrutura molecular do β-sitosterol, um fitoesterol sintetizado por vegetais superiores.

Os esteroides são um grupo de lipídios que apresentam o esqueleto formado por quatro anéis fusionados, além de apresentarem dois radicais metila e outro radical ligado ao carbono 17 da molécula. Eles são encontrados em fungos, vegetais e animais. Alguns exemplos de esteroides são os hormônios sexuais e o colesterol. Os esteróis são uma subclasse dos esteroides. Sua estrutura difere apenas no carbono 3, que apresenta um grupo funcional cetona ou álcool. Eles são importantes compostos presentes na membrana celular de células eucarióticas, além de participarem da sua fisiologia e atuarem como hormônios.
Os esteróis fecais são ótimos marcadores geoquímicos devido a sua especificidade de origem e resistência à degradação microbiológica durante a diagênese recente. Eles são álcoois que apresentam uma grande diversidade estrutural. O colesterol, por exemplo, é bastante utilizado para inferir a origem da matéria orgânica natural em ambientes aquáticos, já que ele é excretado no material fecal de organismos do plâncton. Os principais esteróis indicadores de plantas superiores são campesterol, estigmasterol e sitosterol. Além de marcadores geoquímicos biogênicos, os esteróis também podem indicar atividade antrópica através do coprostanol, que é um metabólito do colesterol presente nas fezes humanas e que pode ser utilizado em estudos de contaminação por esgoto.

### Organoclorados

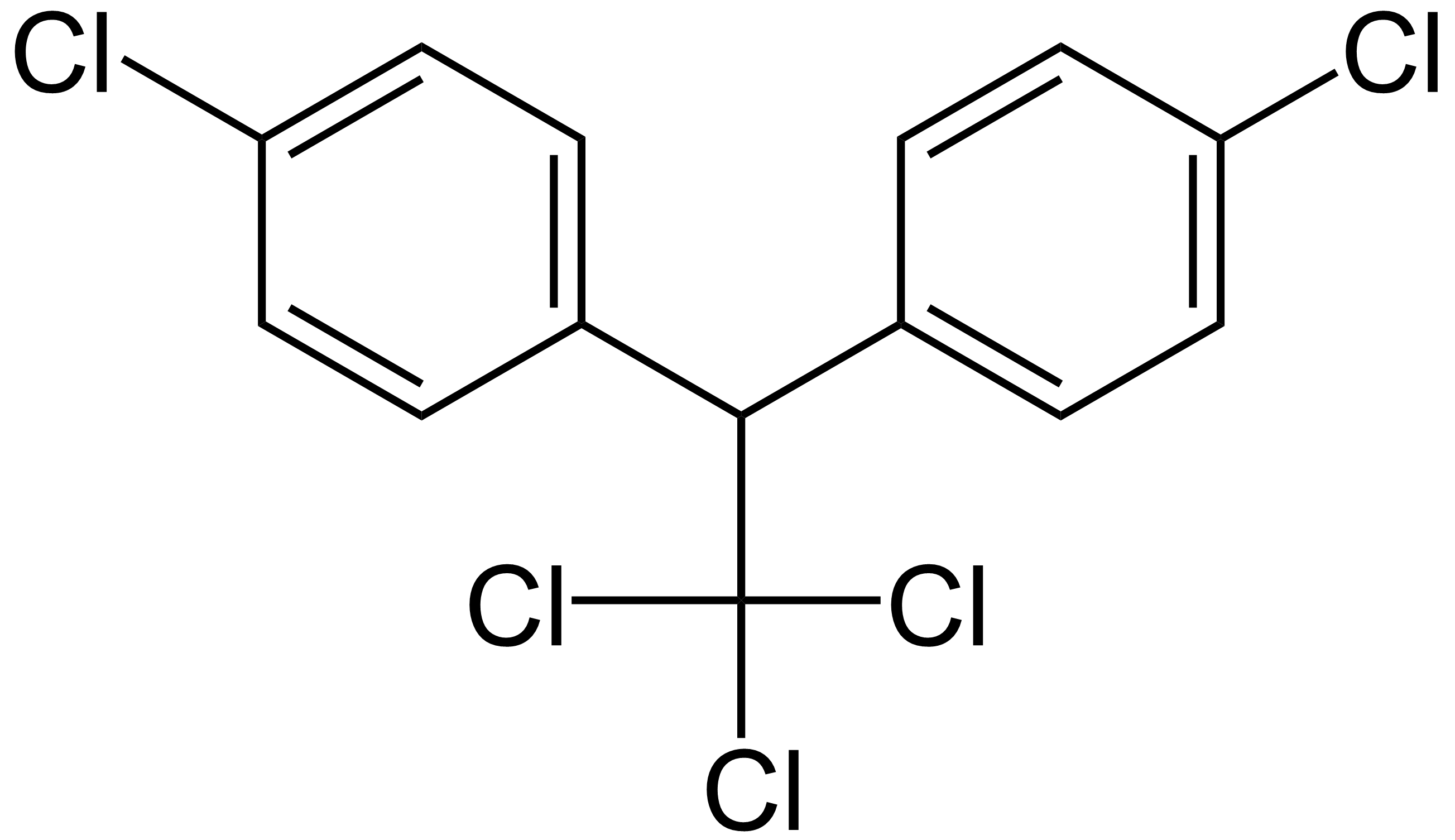
Estrutura molecular do p,p-DDT, o pesticida organoclorado mais usado no planeta no século XX.

Os poluentes orgânicos persistentes (POPs) são conhecidos pela sua persistência, possibilidade de serem transportados por longas distâncias, pela sua capacidade de bioacumulação e pela sua toxicidade. Dentro desse grupo estão os compostos organoclorados, como aldrin, dieldrin, bifenilas policloradas (PCBs) e diclorofeniltricloroetano (DDT), dentre outros. Em geral, os praguicidas organoclorados são pesticidas com baixo custo de produção e que possuem efeito residual prolongado. Por isso, eles foram amplamente distribuídos e utilizados em todo o mundo em atividades agrícolas e em campanhas de saúde pública. Já os PCBs foram amplamente utilizados na indústria como fluido dielétrico em transformadores e capacitores, além de aplicações menos relevantes nas indústrias da construção civil, química e metalurgia. Atualmente, os PCBs são proibidos na maior parte dos países, incluindo Brasil e Portugal.

### Hidrocarbonetos

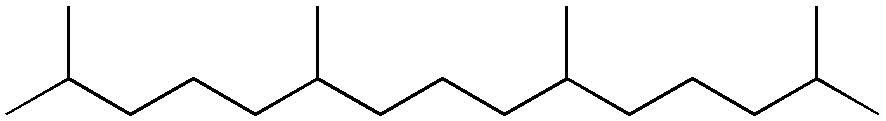
Estrutura molecular do pristano, um isoprenóide comumente utilizado como marcador molecular geoquímico.

Além da alta especificidade da fonte dos hidrocarbonetos, a sua estabilidade no ambiente também é um fator importante para conservar a sua assinatura molecular. A aplicação de marcadores geoquímicos de hidrocarbonetos é ampla. Eles podem ser utilizados em aplicações geoquímicas que permitem inferir a caracterização de um ambiente ou nas pesquisas de exploração de petróleo. Os hidrocarbonetos policíclicos aromáticos (HPAs), hidrocarbonetos alifáticos de cadeia normal (n-alcanos) e ramificada, cicloalcanos ramificados e isopropenoides (pristano e fitano) são todos marcadores geoquímicos utilizados em estudos relacionados a acidentes ambientais envolvendo derramamento de óleo.

### Contaminantes emergentes
Os contaminantes emergentes também são marcadores geoquímicos, devido a sua persistência, transporte ambiental e bioacumulação. Esse grupo de compostos é bastante amplo, incluindo fármacos, pesticidas, surfactantes e até produtos de cuidado pessoal. Diferente de outros marcadores moleculares, sua fonte não é específica, estando sujeita à dinâmica de efluentes urbanos e industriais.